# Chibchacris
Chibchacris is een geslacht van rechtvleugeligen uit de familie veldsprinkhanen (Acrididae). De wetenschappelijke naam van dit geslacht is voor het eerst geldig gepubliceerd in 1923 door Hebard.

## Soorten
Het geslacht Chibchacris omvat de volgende soorten:
- Chibchacris bordoni Ronderos, 1979
- Chibchacris carrikeri Roberts, 1937
- Chibchacris digitifera Hebard, 1923
- Chibchacris fernandezi Ronderos, 1979
- Chibchacris furcata Hebard, 1923
- Chibchacris meridensis Ronderos, 1979
- Chibchacris sturmi Ronderos, 1981